# Cougar Ace
La Cougar Ace è stata una nave da carico di autovetture Roll-on/roll-off battente bandiera di Singapore. La Cougar Ace fu costruita da Kanasashi Co., di Toyohashi, Giappone e venne varata nel giugno 1993. La nave era lunga 199 m, larga 32,26 m, aveva un pescaggio di 9,72 m e una velocità massima di 18,6 nodi (34,4 km/h; 21,4 km/h). La sua stazza lorda era di 55.328 tsl. Era di proprietà di Mitsui O.S.K. Lines.
Il 4 maggio 2005, la Cougar Ace consegnò 5214 automobili ai moli del fiume Fraser a Richmond, Columbia Britannica. Ciò stabilì un record canadese per la maggior parte dei veicoli scaricati da una singola nave.

## Incidente e perdita di stabilità
Il 23 luglio 2006 era in viaggio dal Giappone a Vancouver, capoluogo della Columbia Britannica; Tacoma, Washington; e Port Hueneme, California, con un carico di 4.812 veicoli. Durante uno scambio di acqua di zavorra a Sud delle Isole Aleutine, perse stabilità e si inclinò di 60° verso sinistra. Ci furono segnalazioni di una grande onda che colpì la nave durante il trasferimento della zavorra, ma non si sa quale effetto abbia avuto sulla sua perdita di stabilità. Il 24 luglio, la Guardia Costiera degli Stati Uniti d'America e il 176th Wing dell'Alaska Air National Guard salvarono con successo i 23 membri dell'equipaggio.
4.703 (il 97,7%) dei veicoli a bordo provenivano da Mazda; il 60% erano Mazda 3 del 2007 e il 30% erano Mazda CX-7. Le restanti Mazda erano principalmente modelli RX-8 e MX-5. Secondo la rivista Car and Driver, i numeri esatti delle Mazda presenti durante l'incidente erano 2.804 modelli Mazda 3, 1.329 CX-7, 295 MX-5, 214 RX-8, 56 Mazda 5 e 5 Mazdaspeed6. Il restante 2,3% dei veicoli a bordo (circa 110 veicoli) proveniva da Isuzu, principalmente autocarri Isuzu Elf. In totale, il carico aveva un valore stimato di 117 milioni di dollari.

### Salvataggio
Una squadra di salvataggio marittimo di Titan Salvage arrivò sul sito il 30 luglio 2006. Guidata dal capitano del salvataggio Master Rich Habib, la squadra riuscì a salire a bordo della nave tramite un elicottero della Guardia Costiera statunitense dal cutter Morgenthau. Più tardi quel giorno l'architetto navale Marty Johnson scivolò e morì mentre la squadra di salvataggio si stava preparando a lasciare la Cougar Ace e salire a bordo del rimorchiatore Emma Foss. Johnson era un residente di 40 anni di Issaquah, Washington e impiegato di Crowley, la società madre di Titan Salvage.
Titan Salvage rimorchiò successivamente la nave attraverso il Samalga Pass fino al lato Nord delle Isole Aleutine per proteggersi dalle intemperie utilizzando i rimorchiatori Sea Victory, Gladiator ed Emma Foss. Fu quindi portata all'isola di Unalaska, dove venne ormeggiata alla boa di ormeggio di Icicle Seafoods. La Cougar Ace venne rettificata e riconsegnata al Mitsui Group il 16 agosto 2006 e il 25 agosto fu rimorchiata a Portland, Oregon per ispezione e riparazione.

### Disposizione del carico
I funzionari Mazda riportarono danni minimi ai veicoli a bordo nonostante l'inclinazione della nave da oltre un mese. Tuttavia, secondo la Guardia Costiera degli Stati Uniti, 41 veicoli si staccarono e si spostarono.
L'11 settembre 2006, un giorno prima che la Cougar Ace arrivasse a Portland per iniziare lo scarico, Mazda USA annunciò che nessuna delle Mazda a bordo sarebbe stata venduta come nuovo veicolo. Mazda USA pubblicò un elenco di numeri di identificazione dei veicoli per i veicoli Mazda interessati sul proprio sito web.
Il 15 dicembre 2006, Mazda annunciò che tutti i veicoli coinvolti nell'incidente della Cougar Ace sarebbero stati demoliti. Dopo un lungo processo per l'attivazione di tutti gli airbag in ogni veicolo, tutte le auto Mazda vennero schiacciate sul posto al porto di Portland dalla Pacific Car Crushing. L'ultima auto Mazda trasportata dalla Cougar Ace venne distrutta il 6 maggio 2008.

## Apparizione nei media
La Cougar Ace fu ampiamente trattato dalla stampa automobilistica a causa dell'enorme numero di nuove auto che Mazda demolì a causa dell'incidente. L'evento ha una sorta di cameo nell'episodio uno, terza stagione, della serie televisiva Deadliest Catch. Viene mostrata ancorata nel Dutch Harbor nelle isole Aleutine, in attesa di ulteriori riparazioni.

## Smantellamento
Nel giugno 2020 la Cougar Ace venne venduta per la rottamazione. Venne spiaggiata ad Alang, in India, il 23 giugno 2020 e successivamente fu demolita.

## Galleria d'immagini
- Video dell'inclinazione della Cougar Ace

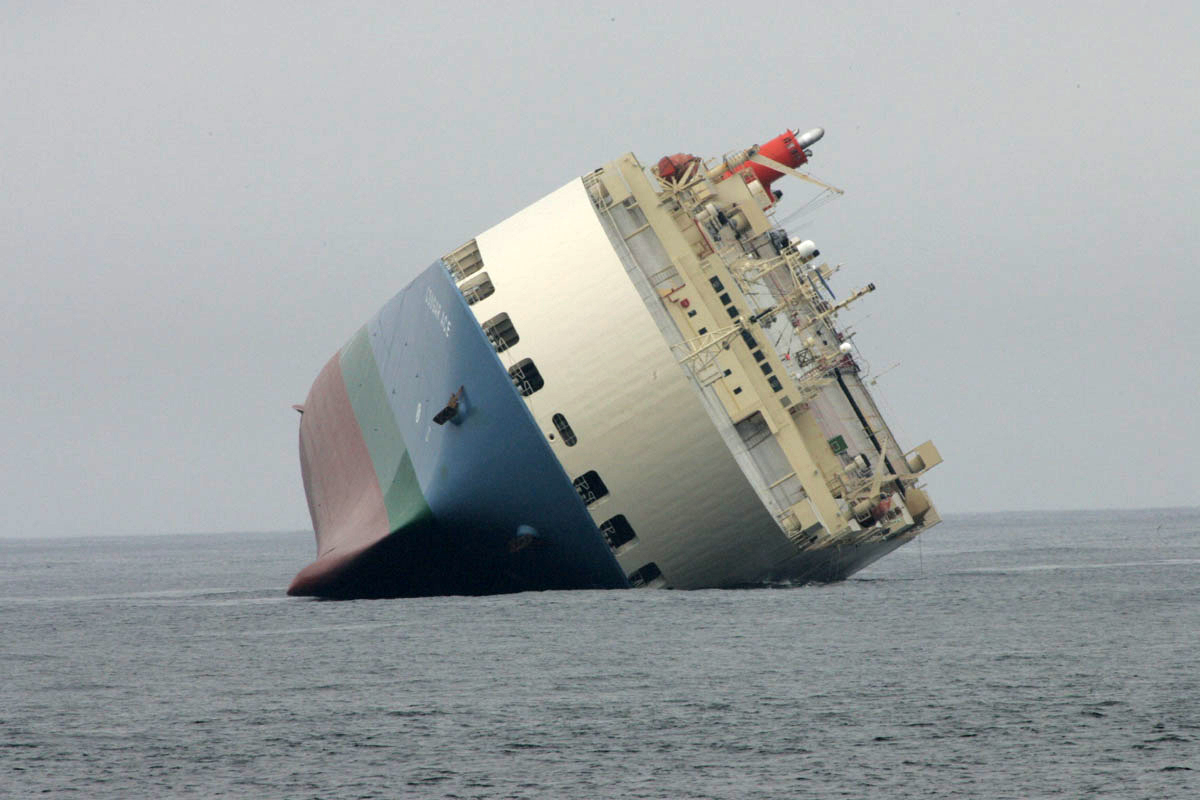
La Cougar Ace inclinata a 60° il 14 agosto 2006 (più di tre settimane dopo l'incidente), vista da prua
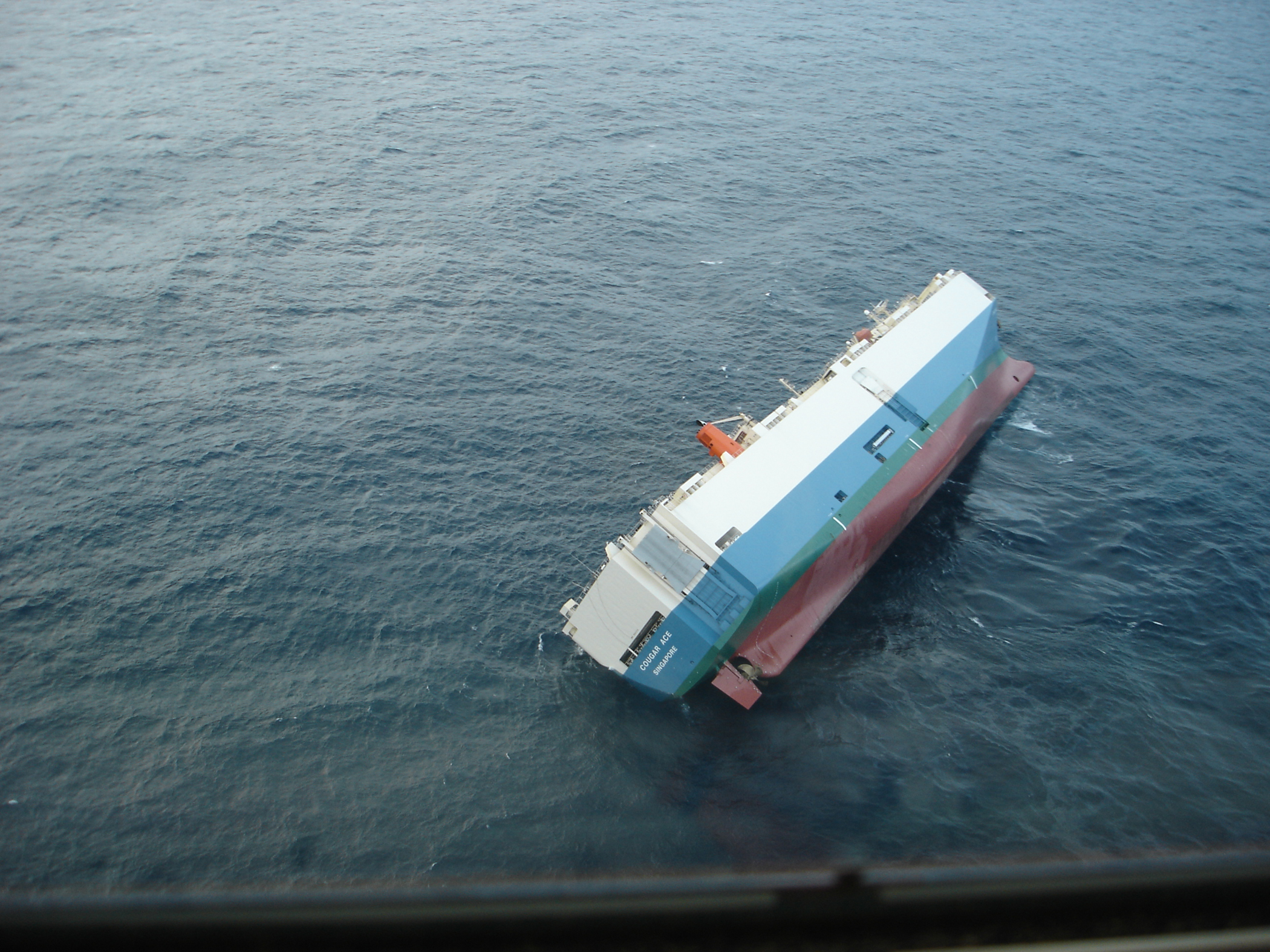
Vista dall'alto
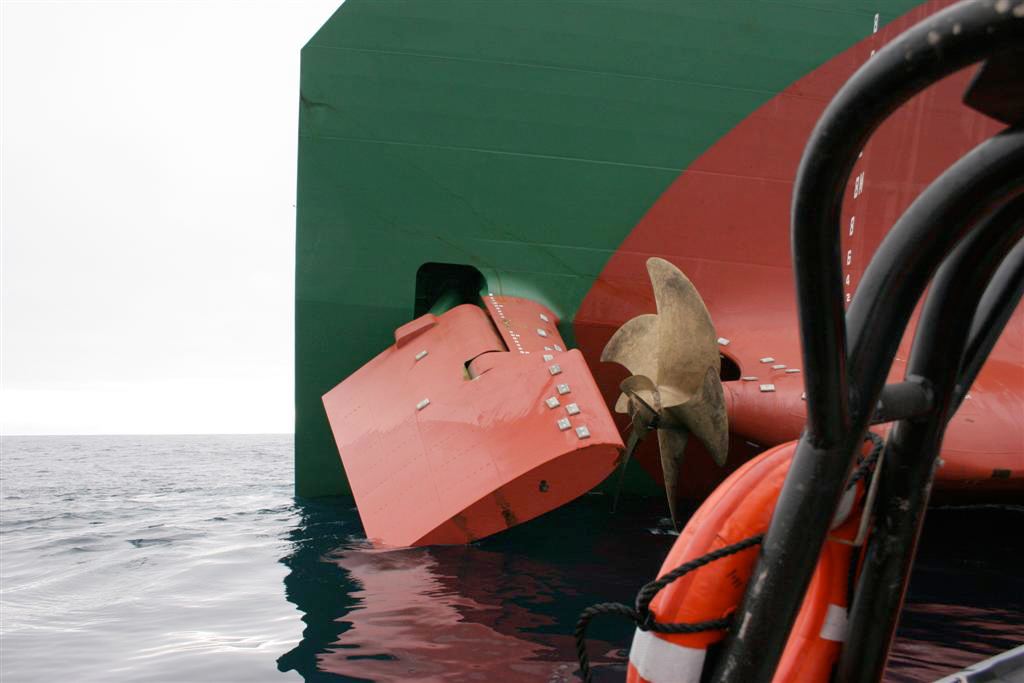
Il timone e l'elica della Cougar Ace vennero sollevati dopo il suo sbandamento di 60° a sinistra.